# Bernard Nemček

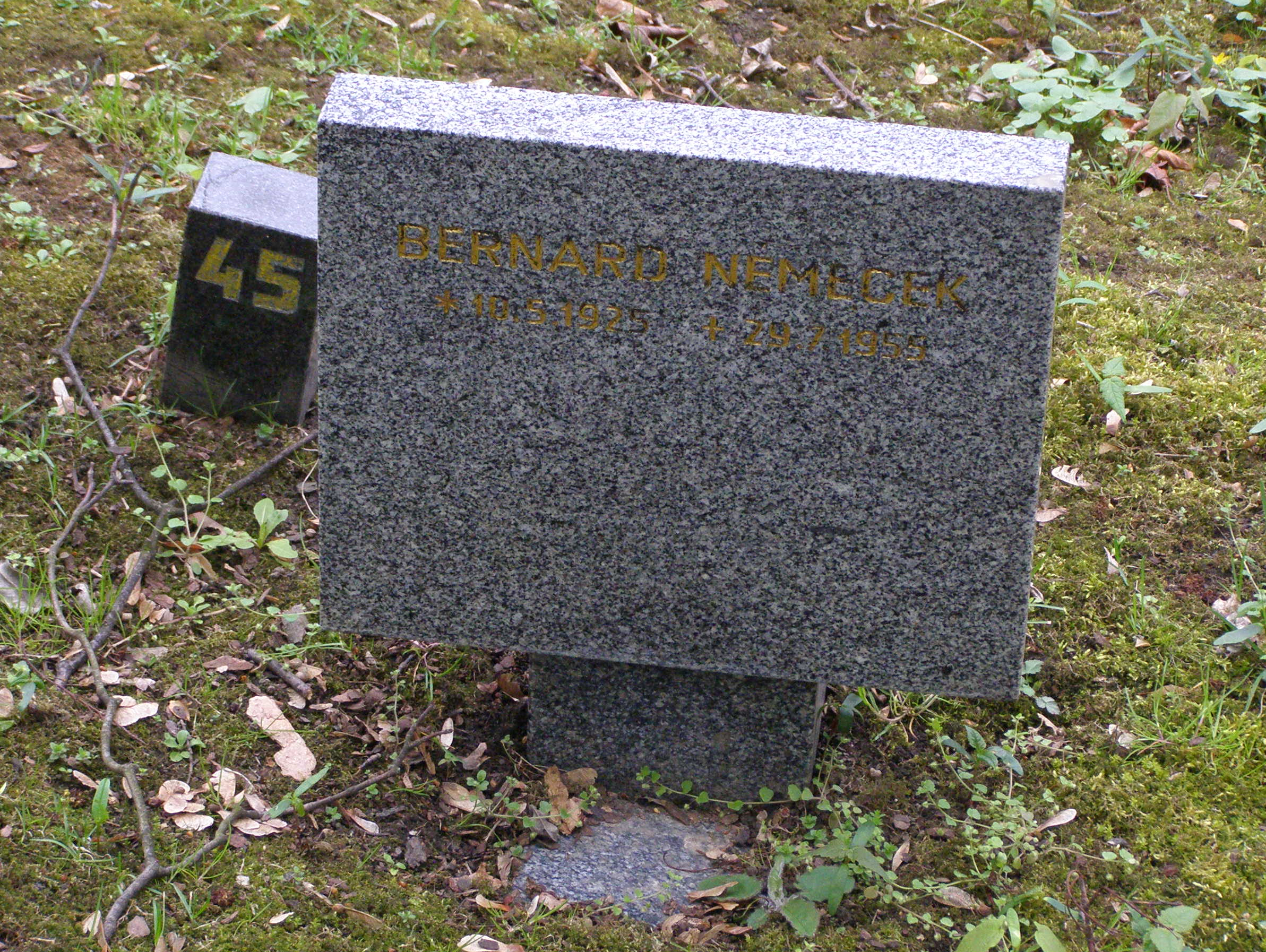
Symbolický hrob na Čestném pohřebišti popravených a umučených z padesátých let – třetí odboj v pražských Ďáblicích

Bernard Nemček (10. května 1925 Likavka – 29. července 1955 Věznice Pankrác) byl slovenský úředník a protikomunistický odbojář odsouzený komunistickým režimem v politickém procesu k trestu smrti a popravený v roce 1955.

## Život
Narodil se v roce 1925 v Likavce do rodiny železničáře. Později úspěšně vykonal maturitní zkoušku na obchodní akademii, posléze si našel zaměstnání jako úředník.
Po Únoru 1948 se v roce 1952 zapojil do protikomunistického odboje, přičemž se stal členem organizace Biela légia působící na území Slovenska. V rámci své protikomunistické činnosti pomáhal na západ zasílat zpravodajské informace různého charakteru. Skupinu ovšem začali sledovat agenti Státní bezpečnosti, kteří ji postupně rozkryli. V únoru 1955 tak byl Nemček zatčen. V politickém procesu byl poté v červnu 1955 odsouzen k trestu smrti, když byl uměle označen jako vůdce odbojové skupiny. Nemček po rozsudku žádal prezidenta Antonína Zápotockého o milost, avšak neúspěšně. Popraven tak byl v červenci 1955. Řada dalších osob byla v procesu odsouzena k dlouholetým trestům odnětí svobody.
Rehabilitován byl po sametové revoluci v roce 1991. V jeho rodné Likavce byla k uctění jeho památky umístěna pamětní deska.